# Atlantisch orkaanseizoen 2021
Het Atlantisch orkaanseizoen 2021 was het op twee na meest actieve Atlantisch orkaanseizoen ooit met 21 benoemde stormen en werd het tweede seizoen op rij, en derde in het algemeen, waarin de aangewezen lijst met 21 namen van stormnamen was uitgeput. Bijgevolg werd het seizoen ook het zesde opeenvolgende jaar met een bovengemiddelde tropische cycloonactiviteit in termen van het aantal genoemde stormen. Zeven van die stormen groeiden uit tot een orkaan, waarvan er vier een grote orkaanintensiteit bereikten.

## Cyclonen
1. Ana (tropische storm)
2. Bill (tropische storm)
3. Claudette (tropische storm)
4. Danny (tropische storm)
5. Elsa (orkaan)
6. Fred (tropische storm)
7. Grace (orkaan)
8. Henri (orkaan)
9. Ida (orkaan)
10. Kate (tropische storm)
11. Julian (tropische storm)
12. Larry (orkaan)
13. Mindy (tropische storm)
14. Nicholas (orkaan)
15. Odette (tropische storm)
16. Peter (tropische storm)
17. Rose (tropische storm)
18. Sam (orkaan)
19. Teresa (subtropische storm)
20. Victor (tropische storm)
21. Wanda (tropische storm)